# Comuna Olhivka, Berîslav
Olhivka (în ucraineană Ольгівка) este o comună în raionul Berîslav, regiunea Herson, Ucraina, formată din satele Olhivka (reședința) și Virivka.

## Demografie
Componența lingvistică a comunei Olhivka
     Ucraineană (92,16%)
     Rusă (6,93%)
     Alte limbi (0,73%)
Conform recensământului din 2001, majoritatea populației comunei Olhivka era vorbitoare de ucraineană (92,16%), existând în minoritate și vorbitori de rusă (6,93%).